# Ходукін Валентин Михайлович
Валенти́н Миха́йлович Ходу́кін (нар. 17 серпня 1939, Харків, УРСР, СРСР — 16 грудня 2020, Львів, Україна) — радянський футболіст та український футбольний тренер, відомий насамперед завдяки роботі у львівських «Карпатах», криворізькому «Кривбасі», бакинському «Інтері» та низці інших клубів. Кандидат педагогічних наук (1989).

## Життєпис
Валентин Ходукін народився у Харкові в родині футболіста Михайла Ходукіна, що наприкінці 40-х років XX століття перебрався до Львова. Саме із західною Україною була пов'язана і вся ігрова кар'єра Ходукіна-молодшого. У 1961 році він виступав у складі дрогобицького «Нафтовика», а у 1962 році перейшов до складу львівського «Сільмашу», який очолював Василь Соломонко. Того року львів'янам вдалося перемогти у чемпіонаті області, а вже з наступного сезону «Сільмаш» перетворився у львівські «Карпати», тож, фактично, Валентин Ходукін стояв у витоків легендарного клубу.
Втім, пограти за «Карпати» Ходукіну так і не судилося — у 1963 році він поповнив лави тернопільського «Аванграда», що виступав на той час у другій лізі чемпіонату СРСР. Після двох років у Тернополі Ходукін повернувся до Львова та захищав кольори аматорського клубу «Сокіл». Під час виступів у цьому клубі зазнав важкої травми, що дошкуляла йому і у похилому віці.
Зрозумівши, що гравця високого рівня з нього не вийде, Валентин Михайлович почав навчатися у Львівському інституті фізкультури на футбольній спеціалізації. Згодом протягом багатьох років працював у комплексній науковій групі Василя Соломонка, що діяла при «Карпатах», та працював на кафедрі футболу Львівського інфізу. У 1989 році захистив дисертацію, отримавши звання кандидата педагогічних наук. Загалом же, пропрацювавши в інституті до 1996 року, пройшов шлях від звичайного викладача до завідувача кафедри футболу.
Втім, не давала спокою Валентину Михайловичу жага практичної роботи. У 1991 році він очолив стрийську «Скалу», де на той час грали такі відомі в майбутньому футболісти як Богдан Стронціцький, Юрій Вірт, Василь Кардаш, Андрій Покладок та інші. А вже наступного року Ходукін увійшов до тренерського штабу Мирона Маркевича в «Карпатах», де пропрацював до 1996 року. Транзитом через миколаївський «Цементник-Хорда» Валентин Михайлович опинився в ужгородській «Верховині», яку, на жаль, не зумів врятувати від вильоту до другої ліги, а протягом 1999—2002 років очолював львівське «Динамо».
У 2002 році Ходукін повернувся до «Карпат», де спочатку очолював комплексну науково-методичну групу, а згодом протягом трьох місяців виконував обов'язки головного тренера. У грудні 2003 року Валентин Михайлович очолив криворізький «Кривбас», але вже за півроку залишив клуб. Новим викликом для Ходукіна стало завдання повернути «Карпати» до вищої ліги, однак стартовий відрізок чемпіонату виявився аж надто невдалим і вже у вересні Валентина Михайловича на тренерському містку клуба змінив Юрій Дячук-Ставицький.
Після невдалої роботи в «Карпатах» Ходукін вирушив до Азербайджану, де розпочав роботу у науково-методичній групі бакинського «Інтера», який очолював на той час Анатолій Коньков. У 2006 році, після відставки Конькова, Валентин Михайлович прийняв керівництво командою, що вже у наступному сезоні стала чемпіоном країни та фіналістом національного кубка. Сезон 2008/09 був менш вдалим — «Інтер» зупинився за крок від здобуття перемоги у обох найголовніших турнірах Азербайджану. По закінченні сезону Ходукін залишив тренерський місток команди та очолив дитячо-юнацьку академію бакинського клубу.

## Досягнення
Тренерські здобутки
- Чемпіон Азербайджану (1): 2007/08
- Срібний призер чемпіонату Азербайджану (1): 2008/09
- Фіналіст Кубка Азербайджану (1): 2007/08, 2008/09

## Сім'я
- Батько — Ходукін Михайло Федорович, радянський футболіст та тренер. Заслужений тренер УРСР.
- Брат — Ходукін Віктор Михайлович, радянський футболіст та український футбольний тренер.